# Kānī Khaẕrān
Kānī Khaẕrān (persiska: کانی خضران) är en ort i Iran.   Den ligger i provinsen Kermanshah, i den nordvästra delen av landet, 500 km väster om huvudstaden Teheran. Kānī Khaẕrān ligger 1 442 meter över havet och antalet invånare är 139.
Terrängen runt Kānī Khaẕrān är varierad. Runt Kānī Khaẕrān är det ganska glesbefolkat, med 34 invånare per kvadratkilometer. Närmaste större samhälle är Javānrūd, 7,7 km väster om Kānī Khaẕrān. Trakten runt Kānī Khaẕrān består i huvudsak av gräsmarker.